# Hermann Jacob Lasius
Hermann Jacob Lasius (* 15. November 1715 in Greifswald; † 4. August 1803 in Rostock) war ein deutscher Altphilologe und Pädagoge. Er leitete die Stadtschulen in Greifswald und Rostock.

## Leben
Hermann Jacob Lasius war der Sohn des Johann Lorenz Lasius, Lehrer an der Greifswalder Stadtschule, und der Ilsabe Barner, Tochter eines Greifswalder Kaufmanns. Nach dem Besuch der Stadtschule studierte er von 1733 bis 1738 an der Universität Greifswald bei Laurentius Stenzler, Peter Ahlwardt, Andreas Westphal, Michael Christian Rusmeyer, Jakob Heinrich von Balthasar, Nikolaus Köppen und Johann Lembke. 1738 ging er zur Fortsetzung seiner Studien an die Universität Jena. Im Frühjahr 1740 wechselte er an die Universität Halle, wo er zum Magister und Doktor der Philosophie promoviert wurde. Anschließend habilitierte er sich in Halle und hielt Vorlesungen.
1742 folgte er einem Ruf an die Universität Greifswald, wo er ebenfalls Vorlesungen hielt. Er wurde Mitglied der Deutschen Gesellschaft zu Greifswald. Vom Rat der Stadt wurde er 1745 zum Konrektor und 1749 zum Rektor der Stadtschule berufen. Daneben hielt er weiter Vorlesungen an der Universität, die ihn 1752 zum Professor der Logik berufen wollte. Der schwedische König Adolf Friedrich zog jedoch Lasius früheren Lehrer Peter Ahlwardt vor. Deshalb nahm er 1764 eine Professur der griechischen Literatur an der Universität Rostock an. 1771 wurde ihm  außerdem durch den Magistrat der Stadt Rostock das Rektorat der dortigen Stadtschule übertragen. 1788 ließ er sich aus gesundheitlichen Gründen von der Leitung der Schule entbinden, setzte aber seine Lehrtätigkeit an der Universität bis 1797 fort. Zwischen 1768 und 1792 wurde er viermal zum Rektor der Hochschule gewählt.
In seinen letzten Lebensjahren litt er unter zunehmender Sehschwäche, die schließlich zur fast völligen Erblindung führte.
Hermann Jacob Lasius hatte 1750 die älteste Tochter des Greifswalder Bürgermeisters Friedrich Detlof Wilde geheiratet. Die beiden hatten zwei Söhne und zwei Töchter.